# Ngô Đình Khôi
Ngô Đình Khôi (1885 – 1945) è stato un politico vietnamita.

## Biografia
Ngô Ðình Khôi fu un fratello del primo Presidente del Vietnam del Sud Ngô Đình Diệm e di Monsignor Ngô Đình Thục, governatore nell'amministrazione francese del Việtnam durante gli anni dell'Indocina francese. Fu sepolto vivo dai comunisti per aver rifiutato di aderire ai Việt Minh come ministro nella Repubblica Democratica del Việt Nam.